# Catocala suffusa
Catocala suffusa là một loài bướm đêm trong họ Erebidae.